# Sammlung Werner Jägers
Die Sammlung Werner Jägers war eine angebliche Gemäldesammlung des Kölner Unternehmers Werner Jägers (1912–1992), die in Wirklichkeit aus Fälschungen bestand. Diese wurden ab ca. 1995 bis 2006 zu Preisen bis über eine Million Euro bzw. Pfund an Kunstsammler verkauft oder über renommierte Auktionshäuser wie Lempertz (Köln) und Christie’s (London) versteigert. Insgesamt schätzen Ermittler (Stand Oktober 2012) einen Betrugsgewinn von 20 bis 50 Millionen Euro. Es handelt sich um den bislang größten Kunstfälscherskandal.

## Geschichte
Werner Jägers stammte aus einfachen Verhältnissen und war der Großvater von Helene Beltracchi. Seinem Geburtsjahr nach hätte er als Mitte-20-Jähriger schon damals sehr teure Kunstwerke in erheblicher Zahl erworben haben sollen, noch dazu ohne je als Sammler oder in der Kunstszene in Erscheinung getreten zu sein. Die Existenz der angeblichen Kunstsammlung wurde durch Schwarz-Weiß-Fotografien von den angeblichen Wohnräumen des Ehepaars Jägers untermauert, wobei an den Wänden einige der später verkauften Gemälde zu sehen waren; im Vordergrund posierte Helene Beltracchi, verkleidet als ihre eigene Großmutter. Die Aufnahmen wurden auf Original-Fotopapier aus der Zeit abgezogen und trugen zur Täuschung der Experten der Auktionshäuser bei.
Die Fälschungen und der betrügerische Verkauf werden Helene Beltracchi, ihrem Ehemann Wolfgang Beltracchi, ihrer Schwester Jeanette Spurzem sowie Otto Schulte-Kellinghaus zugeschrieben, die dafür seit dem 1. September 2011 vor dem Landgericht Köln angeklagt waren. Die beiden Schwestern sind Enkelinnen von Werner Jägers.
Gegenstand des Prozesses waren 14 Gemälde, die beim Verkauf als Werke von Max Pechstein, Heinrich Campendonk, Max Ernst, André Derain, Kees van Dongen und Fernand Léger ausgewiesen worden waren. Wegen 33 weiterer vermutlicher Fälschungen wurden Ermittlungen geführt. Wegen Verjährung konnten viele Taten nicht mehr verfolgt werden.
Ein Teil der Gemälde wurde von den Fälschern als Bestandteil einer (ebenfalls nicht existierenden) Sammlung Knops ausgegeben.
Am 27. Oktober 2011 fällte wegen „bandenmäßigen Betrugs“ die 10. Großen Strafkammer des Landgerichts Köln folgendes Urteil:
Der Maler Wolfgang Beltracchi wurde zu sechs Jahren, seine Frau Helene Beltracchi zu vier Jahren, ihre Schwester Jeanette zu einem Jahr und neun Monaten auf Bewährung und der Freund und Komplize Otto Schulte-Kellinghaus zu fünf Jahren Haft verurteilt.
Der relativ kurze Prozess basierte auf einem Abkommen („Deal“) zwischen allen Prozessbeteiligten. Wegen eines Geständnisses von Wolfgang Beltracchi und dieses Abkommens wurden milde Strafen verhängt. Die Urteile konnten daher nicht mehr angefochten werden.